# Carlos Cuesta Figueroa
Carlos Eccehomo Cuesta Figueroa  (Quibdó,Chocó, Colombia, 9 de marzo de 1999) es un futbolista colombiano que juega como defensa en el Galatasaray de la Superliga de Turquía.

## Trayectoria
Inició su carrera por el fútbol aficionado en el Club Boca Junior de Bello (norte de Medellín).

### Atlético Nacional
A comienzos de 2012 pasó a hacer parte del Atlético Nacional de Medellín donde maduró como futbolista. Tuvo su debut profesional de la mano del técnico Reinaldo Rueda el 1 de marzo de 2016 en la visita del "verde paisa" a la ciudad de Barrancabermeja (Santander) para enfrentar al Alianza Petrolera.
Después de tres años, y tras su consolidación con destacadas actuaciones en el primer equipo del Atlético Nacional, comenzó a ser seguido por clubes europeos interesados en contar con sus servicios.

### KRC Genk
El 1 de julio de 2019 se confirma su traspaso a Europa al KRC Genk de la Primera División de Bélgica. El 2 de octubre juega su primer partido por la Champions League siendo titular en el empate a cero goles frente al SSC Napoli de Italia.

## Selección nacional

### Selecciones juveniles
En enero del 2015 es convocado para el Campeonato Sudamericano Sub-17, el 9 de marzo marca su primer gol con las inferiores en la victoria 4 por 2 sobre Perú. Es convocado por la selección colombiana sub-20 para disputar el Campeonato Sudamericano de Fútbol Sub-20 de 2017 en Ecuador donde quedan en el sexto puesto de la fase final.
En enero de 2019 es convocado para jugar el Campeonato Sudamericano de Fútbol Sub-20 de 2019. El 25 de enero anotó el gol de la clasificación para el hexagonal final al minuto 92 sobre Chile, al final clasifican al Mundial Sub-20 de 2019 en el cuarto lugar, Carlos sería el capitán en todo el torneo

#### Participaciones en Sudamericanos
| Competición                            | Sede                   | Resultado              | PJ | GA | Asis |
| -------------------------------------- | ---------------------- | ---------------------- | -- | -- | ---- |
| Campeonato Sudamericano Sub-17 de 2015 | Paraguay               | Fase final (6°lugar)   | 3  | 1  | N/A  |
| Campeonato Sudamericano Sub-20 de 2017 | Ecuador                | Fase final (6°lugar)   | 7  | 0  | 0    |
| Campeonato Sudamericano Sub-20 de 2019 | Chile                  | Cuarto lugar           | 9  | 0  | 0    |
| Total en Sudamericanos                 | Total en Sudamericanos | Total en Sudamericanos | 19 | 1  | 0    |

#### Participaciones en Copas del Mundo Juveniles
| Mundial                     | Sede    | Resultado        | PJ | GA | Asis |
| --------------------------- | ------- | ---------------- | -- | -- | ---- |
| Copa Mundial Sub-20 de 2019 | Polonia | Cuartos de final | 5  | 0  | 0    |

### Selección absoluta
El 9 de septiembre de 2021 debutó en la victoria de Colombia 3-1 sobre Chile por las Eliminatorias a Catar 2022. El 7 de octubre volvería ser titular en el empate de Colombia 0-0 con Uruguay por las Eliminatorias a Catar 2022 siguiendo su consolidación.

#### Participaciones enCopas América
| Torneo                 | Sede                   | Resultado              | PJ                           | GA | Asis |
| ---------------------- | ---------------------- | ---------------------- | ---------------------------- | -- | ---- |
| Copa América 2021      | Brasil                 | Tercer lugar           | 0 (7 partidos como suplente) | 0  | 0    |
| Copa América 2024      | Estados Unidos         | Subcampeón             | 5                            | 0  | 0    |
| Total en Copas América | Total en Copas América | Total en Copas América | 5                            | 0  | 0    |

#### Participaciones enEliminatorias al Mundial
| Eliminatoria                               | Sede del Mundial                | Posición               | Resultado  | PJ | GA | Asis |
| ------------------------------------------ | ------------------------------- | ---------------------- | ---------- | -- | -- | ---- |
| Eliminatorias Mundial de Catar 2022        | Catar                           | 6°lugar 23pts          | Eliminado  | 6  | 0  | 0    |
| Eliminatorias Mundial de Norteamérica 2026 | Estados Unidos, México y Canadá | 6°lugar 22pts          | En disputa | 5  | 0  | 0    |
| Total en Eliminatorias                     | Total en Eliminatorias          | Total en Eliminatorias | 0/1        | 11 | 0  | 0    |

## Clubes
| Club              | País     | Año       |
| ----------------- | -------- | --------- |
| Atlético Nacional | Colombia | 2016-2019 |
| Genk              | Bélgica  | 2019-2025 |
| Galatasaray       | Turquía  | 2025-act. |

## Estadísticas
| Club                         | Temporada     | Div           | Liga  | Liga  | Copas | Copas | Internacional | Internacional | Total | Total |
| Club                         | Temporada     | Div           | Part. | Goles | Part. | Goles | Part.         | Goles         | Part. | Goles |
| ---------------------------- | ------------- | ------------- | ----- | ----- | ----- | ----- | ------------- | ------------- | ----- | ----- |
| Atlético Nacional · Colombia | 2016          | 1.a           | 15    | 0     | 0     | 0     | 1             | 0             | 16    | 0     |
| Atlético Nacional · Colombia | 2017          | 1.a           | 30    | 0     | 4     | 0     | 3             | 0             | 37    | 0     |
| Atlético Nacional · Colombia | 2018          | 1.a           | 11    | 0     | 5     | 0     | 0             | 0             | 16    | 0     |
| Atlético Nacional · Colombia | 2019          | 1.a           | 5     | 0     | 0     | 0     | 0             | 0             | 5     | 0     |
| Atlético Nacional · Colombia | Total club    | Total club    | 61    | 0     | 9     | 0     | 4             | 0             | 74    | 0     |
| Genk · Bélgica               | 2019-20       | 1.a           | 20    | 0     | 3     | 0     | 4             | 0             | 27    | 0     |
| Genk · Bélgica               | 2020-21       | 1.a           | 34    | 0     | 4     | 0     | -             | -             | 38    | 0     |
| Genk · Bélgica               | 2021-22       | 1.a           | 21    | 1     | 0     | 0     | 5             | 0             | 26    | 1     |
| Genk · Bélgica               | 2022-23       | 1.a           | 33    | 1     | 3     | 0     | -             | -             | 36    | 1     |
| Genk · Bélgica               | 2023-24       | 1.a           | 33    | 1     | 1     | 0     | 8             | 0             | 42    | 1     |
| Genk · Bélgica               | 2024-25       | 1.a           | 3     | 1     | 0     | 0     | 0             | 0             | 3     | 1     |
| Genk · Bélgica               | Total club    | Total club    | 145   | 4     | 11    | 0     | 17            | 0             | 173   | 3     |
| Total carrera                | Total carrera | Total carrera | 206   | 4     | 20    | 0     | 21            | 0             | 247   | 3     |

## Palmarés

### Títulos nacionales
| Título               | Club              | País     | Año  |
| -------------------- | ----------------- | -------- | ---- |
| Copa Colombia        | Atlético Nacional | Colombia | 2016 |
| Torneo Apertura      | Atlético Nacional | Colombia | 2017 |
| Copa Colombia        | Atlético Nacional | Colombia | 2018 |
| Supercopa de Bélgica | Genk              | Bélgica  | 2019 |
| Copa de Bélgica      | Genk              | Bélgica  | 2021 |
| Copa de Turquía      | Galatasaray       | Turquía  | 2025 |
| Superliga de Turquía | Galatasaray       | Turquía  | 2025 |

### Torneos internacionales
| Título              | Club              | País     | Año  |
| ------------------- | ----------------- | -------- | ---- |
| Copa Libertadores   | Atlético Nacional | Colombia | 2016 |
| Recopa Sudamericana | Atlético Nacional | Colombia | 2017 |